# Magnusvaan

Magnusvaan in het dorpswapen van Ferwoude.

De Magnusvaan is de legendarische vlag van Friso, de eveneens legendarische stamvader van het Friese volk. Waarschijnlijk heeft dit vaandel nooit in een tastbare vorm bestaan. De legende van de verdwenen vaan is altijd verbonden geweest met het verlangen naar herstel van een verloren gewaande vrijheid.

## Geschiedenis

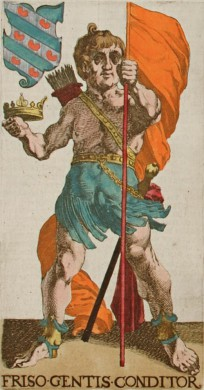
Prins Friso met het wapen van het koninkrijk Friesland en het Friese vrijheidsvaandel
Uit: Pier Winsemius, Chroniqve van Friesland (1622). Houtsnede door Simon Frisius. RHC Tresoar, Leeuwarden

De vlag van Friso was - volgens een 16e-eeuwse traditie - een rode banier, die over vier wonderbaarlijke krachten beschikte: hij beschermde tegen bliksem en storm, hij weerde boze geesten, brak betoveringen en was onoverwinnelijk. Hij gold als een van de belangrijkste symbolen van de Friese vrijheid. De vaan zou oorspronkelijk met de eerste Friezen uit Klein-Azië zijn gekomen en afkomstig zijn van Noach en diens zoon Sem. Volgens Suffridus Petrus werd hij aanvankelijk bewaard in de tempel van Tanfana, wat Toh Alden Fahne of ‘bij het oude vaandel’ zou betekenen.
Na de tijd van Friso werd hij begraven om te voorkomen dat hij in handen zou raken van de heidense koning van Denemarken. De Friezen konden hem niet terugvinden. Er zouden altijd zeven rechters zijn die wisten waar het vaandel zich bevond. Een van deze rechters fungeerde als vaandeldrager en legeraanvoerder of potestaat.
De sage wordt vooral verteld in het laat 15e-eeuwse gedicht Thet Freske Riim en de daarvan afgeleide Tractatus Alvinus. Toen de heilige Willibrord (circa 658-739) zich naar Friesland begaf om er het christendom te prediken, verscheen hem in een droom een engel, die hem de plek aan de oevers van de Eems aanwees waar het vaandel was begraven. Als door een wonder was het doek nog helemaal gaaf. De bisschop droeg de vlag over aan Magnus Forteman, die tot vaandeldrager van de Friezen werd verkozen. Met deze vlag vocht hij tegen de opstandige hertog Lutgerus (= Lotharius) van Saksen en voerde hij de Friezen aan toen ze voor Karel de Grote (742-814) Rome veroverden. Hij zou gesneuveld zijn in de strijd tegen de Saracenen. Na de dood van Magnus werd de vlag weer verborgen.
De kern van het verhaal komt oorspronkelijk uit de Zuid-Duitse Kaiserchronik, die kort voor het midden van de 12e eeuw is ontstaan. Hierin wordt verteld hoe de mythische voorvader van de hertogen van Zwaben en het keizersgeslacht Hohenstaufen, Gerold (de prefect van Beieren, † 799), als vaandeldrager van Karel de Grote Rome had veroverd. Uit dankbaarheid had de keizer hem en zijn nageslacht de eretitel 'voorvechter van het Rijk' gegeven. Daaraan was tevens het privilege verbonden het rijksstormvaandel te mogen dragen. Door de strijd om de koningskroon tussen hertog Koenrad III en koning Lotharius (vanaf 1128) werd dit extra actueel. De Kaiserchronik legitimeerde het gezag van Koenraad III, die in 1138 werd gekroond. In de Friese traditie was 'Gerald van Sweven' de legeraanvoerder die het vaandel aan Magnus toevertrouwde.
In vredestijd werd het rijksstormvaandel bewaard in het stadje Markgröningen. Voor het gebied tussen Rijn en Wezer verleende koning Hendrik IV omstreeks 1075 een dergelijk privilege aan graaf Koenraad II van Werl-Ansberg. Die kreeg daardoor de plicht het leger aan te voeren en de koning tijdens zijn reizen door Friesland en Westfalen te beschermen. Met succes bond hij de strijd aan met de opstandige hertog van Saksen en diens bondgenoten. Later kreeg hij het aan de stok met de Friezen; hij sneuvelde in 1092 in Oost-Friesland. In Westfalen werd deze taak lange tijd bekleed door de graven van Arnsberg, sinds 1369 door de graven van Nassau-Dillenburg, die het privilege nog in 1495 uitoefenden.

### Verovering van Aken (1247)
De Friese vrijheidslegende die Magnus tot vaandeldrager maakte, kreeg mogelijk zijn definitieve vorm na de belegering van Aken in 1247, toen Friese kruisvaarders de troonpretendent graaf Willem II van Holland bijstonden bij de verovering van deze stad op de afgezette keizer Frederik II. Uit dank verleende Willem hen, nadat hij was gekroond tot Rooms koning, een vrijheidsprivilege. In het document worden de Friezen geprezen dat zij 'gewapend met het vaandel van het heilige kruis' de katholieke kerk en het keizerrijk te hulp zijn gekomen. De koning belooft hun vervolgens vernieuwing en bevestiging van 'alle rechten, vrijheden en privileges, door keizer Karel de Grote, onze voorganger zaliger gedachtenis, aan alle Friezen geschonken'. Het origineel van dit document werd nog in de 15e eeuw in Sneek bewaard. De details van de Magnuslegende duiken kort daarna in verschillende bronnen op, niet alleen in de zeven Magnuskeuren die de Friese vrijheidsprivileges samenvatten, ook in een bewerking van de Saksische Wereldkroniek van ongeveer 1260, in de Rijmkroniek van Holland door Melis Stoke en in de Spieghel Historiael door Jacob van Maerlant.
De naam van de vaandeldrager (vexillifer, faendragher) uit 1247 was volgens latere kronieken een zekere Menaldus, die 'uit een voornaam geslacht geboren' was. Waarschijnlijk is zijn verhaal achteraf verbonden met dat van de heilige Magnus van Trani, die in 1270 voor het eerst in Friesland als vaandeldrager wordt afgebeeld. Diens wapenschild toont een omgewende adelaar, oorspronkelijk het koningswapen van de Hohenstaufen dat het belangrijkste symbool werd voor het koningschap. Ook het rijksstormvaandel toonde een adelaar. Dit in tegenstelling tot het eigenlijke rijksvaandel, dat sinds het einde van de 12e eeuw bestond uit een zilveren kruis in een rood veld.

### Andere invloeden
De functie die men hierdoor aan Magnus toedichtte was vergelijkbaar met die van sommige tijdgenoten zoals de IJslandse vaandeldrager (merkismaðr) Hrafn Odsson, die als stadhouder namens de Noorse koning optrad.
De verhalen over de vaandeldragers Magnus zijn mogelijk tevens verward met verhalen over koning Magnus I van Zweden, dan wel over andere Scandinavische vorsten. Het fictieve wapen van de koningen van Friesland (met pompeblêden), dat sinds de veertiende eeuw in wapenboeken opduikt, vertoont een opvallende gelijkenis met de wapens van het Zweedse koningshuis.

## Heraldiek
Het vrijheidsprivilege van 1248 suggereert dat de Friezen gebruik maakten van het rijksvaandel dat sinds de kruisvaarderstijd gebruikelijk was: een rode vlag met een zilveren kruis. De oudste afbeelding van Magnus lijkt een effen vlag aan een lans uit te beelden. Vaandels, lands- en heervaartsvanen (herifona) worden in middeleeuwse Friese teksten meermalen genoemd, bijvoorbeeld bij vijandige overvallen, als er een vete beslecht moest worden of als een veteleider een huis of andere goederen in beslag nam. Daarbij werden tevens fakkels aangestoken, de klokken geluid en op de strijdhoorns geblazen. Een 14e-eeuwse tekst uit Fivelingo vermeldt dat de vaan bij deze gelegenheid werd bevestigd aan een lans, die eindigde in een koninklijk kruis (thes keninges crus). In Oost-Friesland gebruikte men in plaats van een vaandel ook wel andere visuele signalen, zoals een opgestoken hoed. De kleur van het vaandel wordt nergens vermeld, maar we kunnen vermoeden dat het vaak om rode doeken ging, al dan niet voorzien van een wit kruis. De rode bloedvlag was tevens het symbool voor de hoogste rechterlijke macht; in oorlogssituaties gaf het gebruik van de bloedvlag aan dat men geen gevangenen wilde maken of op buit uit was. De gewone regels van vetevoering en bloedwraak waren dan niet van kracht. Omgekeerd waren rode vlaggen, fakkels, klokgelui en hoorngeschal ook in zwang bij bijzondere gebeurtenissen, zoals huwelijksfeesten.
De invloed van literaire tradities moet evenmin worden onderschat. In het middelhoogduitse Nibelungenlied en in de verwante Dietrich-epiek is het de drakendoder Siegfried van Niderlant, die samen met zijn vaandeldrager Volker van Alzey ten strijde trekt tegen hertog Liudeger van Saksen. Net als de Magnussage lijken deze verhalen te zijn gemodelleerd naar de conflicten tussen de koningen uit het huis Hohenstaufen en de Saksische adel rond 1100. Siegfrieds vaandel wordt doorgaans geschetst als blauw met een of meer gouden kronen, soms ook als roodgekleurd.
Op de Friezen die Rome bezochten, moeten daarnaast de 9e-eeuwse mozaïeken in kerk van de heilige Susanna en in de eetzaal van het Lateraans Paleis indruk gemaakt hebben, omdat ze direct leken te verwijzen naar passages uit de Magnussage. Op deze mozaïeken, waarvan de originelen in de 16e en 17e eeuw verloren zijn gegaan, was te zien hoe Constantijn de Grote en Karel de Grote ieder een vaandel kregen, de een uit handen van Jezus, de ander van Petrus. Het eerste vaandel was rood en bezaaid met zes (gouden?) munten of cirkels en een twintigtal gouden kruisjes. Het gold als een verre voorloper van het Franse oorlogsvaandel Oriflamme (voor het eerst vermeld in het Roelandslied). Het tweede vaandel was het stadsvaandel van Rome, dat paus Leo III Karel na zijn verkiezing had toegezonden: donkerblauw en bezaaid met zes rode rozen of lotusbloemen. Mogelijk is deze laatste afbeelding tevens van invloed geweest op het ontstaan van het Friese wapen met de pompeblêden en de daarvan afgeleide Friese vlag.
Een blauw vaandel met rode waterleliebladeren of sêbleter (wellicht bloemen van de heilige lotus) wordt ook vermeld in het 13e-eeuwse Gudrunlied. Rode pompeblêden (Duits: Seeblätter), rozen of harten spelen verder een grote rol in de Scandinavische koningswapens.
Daarentegen stelt het 14e-eeuwse traktaat Fon alra Fresena fridome dat Karel de Grote de Friezen verplichtte voortaan als teken van hun vrijheid de koningskroon (tha kenlika crona) op hun wapenschild te schilderen. Inderdaad toont het wapen van de stad Sneek, waar het vrijheidsprivilege werd bewaard, drie gouden kronen en een Friese (= halve) adelaar. Deze kronen komen ook terug in het legendarische wapen van Koning Arthur, die met Karel de Grote tot een van de Neghen Besten werd gerekend; verder in het wapen van de vrije stad Keulen, de zetel van het aartsbisdom waar Friesland onder viel.
De dubbelkoppige rijksadelaar werd tevens het waarmerk van de stad Groningen, die zichzelf in de tweede helft van de 15e eeuw als vrije rijksstad en beschermer van de Friese vrijheid ging beschouwen.
In de fantasierijke geschriften Thet Freske Riim en Tractatus Alvinus (rond 1500) wordt uitvoerig over het Magnusvaan gesproken. De oorspronkelijke vlag die Noach samen met de gouden koningskroon aan zijn zoon Sem gaf, wordt omschreven als een wit doek, waarop een leeuw 'sonder band' was afgebeeld. Dit laatste was mogelijk een schimpscheut in de richting van de Oost-Friese krijgsheer Focko Ukena (ov. 1437), die een leeuw met een gouden halsband in de vorm van een omgekeerde kroon in zijn wapen voerde.
Elders in deze geschriften wordt het kostbare vaandel geschetst als een wapen met vier kwartieren in de kleuren sardius, lapis lazuli, topaas en onyx, waarin een leeuw, de zon, de maan en de avondster waren afgebeeld. Sems nakomeling Reu, die als stamvader van de Friezen gold, kreeg volgens de verhalen een rode vaan en een stalen kroon (symbolen van het Duitse Rijk). Ook de historicus Suffridus Petrus ging er een eeuw later nog van uit dat de Magnusvaan rood diende te zijn. Op een houtsnede van Pieter Feddes van Harlingen, opgenomen in Frisia van Martinus Hamconius (1620) houdt Friso een rode vlag (vexillum rubrum) vast.
Volgens een andere houtsnede van Pieter Feddes van Harlingen en een tweede houtsnede van Simon Frisius uit 1620 (opgenomen in de Cronique ofte historische geschiedenisse van Vrieslant van Pier Winsemius uit 1622) was vaandel van Magnus versierd met een afbeelding van een heilige met een draak, wellicht de aartsengel Michaël of Sint Joris. In de Tractatus Alvinus wordt Magnus' tegenstander, de koning van Denemarken, inderdaad als een duivelse draak afgeschilderd. Mogelijk was er tevens sprake van verwarring met de heilige Magnus van Füssen, die sinds de 15e eeuw als drakendoder wordt afgebeeld. Een illustrator die de platen in het boek van Winsemius met de hand inkleurde, koos voor de vaandels echter stelselmatig de kleur oranje.

## Mogelijke locaties
Aan het begin van de 16e eeuw hebben de Saksische troepen die Friesland bezet hielden, tevergeefs naar de Magnusvaan gezocht. Dit blijkt uit een bericht van tijdgenoot Jancko Douwama. Volgens een hardnekkig gerucht bevond de vlag zich in een grafkelder of schrijn in de kerk van Almenum (Harlingen), samen met de rechterarm van Magnus. De autoriteiten gaven opdracht een muur door te breken en lieten vervolgens, toen de vlag niet gevonden werd, een kijkglaasje aanbrengen, zodat iedereen zich ervan kon vergewissen dat de vlag hier niet was.
Daarentegen beweerde Marten Hamconius later dat men bij bouwwerkzaamheden omstreeks 1530 een nis heeft geopend, beschilderd met wapens van hoofdelingen en portretten van helden. In de nis vond men verder een kistje met een door motten aangevreten vaandel en een stuk van een arm, die men voor een reliek van Magnus hield. Er zijn belangrijke redenen dit verhaal in twijfel te trekken. Vermoedelijk was er sprake van enkele misverstanden, ontstaan doordat een inscriptie in de Friezenkerk te Rome verkeerd werd geïnterpreteerd. De tekst betrof de heilige Magnus, waarvan een deel van een arm in de 12e eeuw naar Esens in Oost-Friesland werd overgebracht. Al snel ging men hem met de legendarische Magnus uit Friesland identificeren. Pelgrims uit Friesland meenden omstreeks 1500 te lezen dat niet Esens, maar Almenum werd bedoeld. Er zijn geen concrete aanwijzingen dat zich hier relieken van de heilige hebben bevonden.
Jancko Douwama noemt drie kerken waarvan men rond 1500 beweerde dat de Magnusvaan er ingemetseld zou kunnen zijn. De kerk van Almenum (nu Grote Kerk van Harlingen) lag voor de hand, omdat dit volgens de overlevering een van de oudste kerken van Friesland was. De kerk van Eernewoude werd eveneens genoemd. De gedrukte kroniek bevat echter dankzij een leesfout de naam van Ferwoude; het huidige dorpswapen toont dan ook (abusievelijk) een rode vaan. Ten slotte had men Douwama 'wel duizend maal' verteld dat de banier was ingemetseld in de kerk van Oldeboorn (Born), waar sommigen zelfs de precieze plek meenden te kunnen aanwijzen. Deze kerk zou nog ouder zijn dan de kerk in Almenum, omdat hij gesticht zou zijn door Bonifatius. Alle drie de kerkgebouwen zijn in de 18e eeuw gesloopt en vervangen door nieuwbouw. Vaandels heeft men daarbij evenwel niet gevonden.

## Literaire verbeelding
In 2014 publiceerde Pieter Winsemius zijn roman Het koningsvaandel. In dit verhaal is de oranje Magnusvaan, die hij een koningsvaandel noemt, de rode draad.